# Tomek w Gran Chaco
Tomek w Gran Chaco – ósmy tom z cyklu książek Alfreda Szklarskiego o przygodach Tomka Wilmowskiego i jego przyjaciół w południowoamerykańskim Gran Chaco, po raz pierwszy wydany w 1987 roku, a później kilkukrotnie wznawiany.
Wydarzenia tu opisywane stanowią bezpośredni ciąg dalszy przygód zawartych w tomie Tomek u źródeł Amazonki, wydanym dwadzieścia lat wcześniej.

## Fabuła
Więzieni przez Indian Jan Smuga i kapitan Nowicki planują ucieczkę z miasta Inków. Jednakże Nowicki, ratując z opresji dziecko i żonę miejscowego szamana Onariego, zostaje raniony przez pumę. Onari, który był wcześniej nieufnie nastawiony do „przybyszów”, leczy kapitana. Wdzięczna żona szamana, Agua, doradza bohaterom jak najszybszą ucieczkę, opowiadając o rebelii, planowanej przez plemię wolnych Kampów. Wskazuje im także miejsce ukrycia broni, bez której nie dadzą sobie rady. Następnego dnia, korzystając z burzy, Nowicki razem ze Smugą uciekają z wioski Indian. Nad rzeką znajdują łódź, którą dalej podróżują. W czasie ucieczki omal nie natrafiają na Kampów, którzy właśnie rozpoczęli powstanie. Pierwszym aktem przemocy jest wymordowanie wioski osadników. Czekając w ukryciu, aż Indianie odpłyną, mężczyźni znajdują Pabla – chłopca, który przeżył rzeź dzięki temu, że wyszedł na polowanie. Zabierają ze sobą chłopca, który okazuje się wiernym towarzyszem. Później trafiają do opuszczonej wioski, gdzie spotykają handlarza Antonia. Za złoto ze starego skarbca Inków, które dał im Onari, kupują broń i jedzenie, a przede wszystkim kupują za nie wolność dwustu niewolnikom.
W tym czasie Tomek z żoną, kuzynem Zbyszkiem i jego żoną Nataszą czekają w Limie na ojca Tomka. Wilmowski przyjeżdża z Wilsonem, wspólnikiem Kompanii „Nixon-Rio Putumayo” i przyjacielem Smugi. Dołącza do nich też Wu Meng – Chińczyk, kuzyn znajomego Zbyszka Karskiego. W ciągu pięciu dni grupa wyrusza na ratunek Smudze i Nowickiemu. W La Paz natrafiają na rewolucję, która wstrzymuje ich wyprawę. Na szczęście Wilmowski daje łapówkę ważnemu generałowi, który zgadza się na doczepienie wagonu Wilmowskich do pociągu wojskowego. Rewolucja powoduje, że ekspedycja musi znacznie zbaczać z planowanej trasy. Po drodze napotykają uciekinierkę z wioski ograbionej przez okrutnych Payagua. Tomek wraz z Wilsonem, Haboku i paroma Indianami Cubeo ruszają na odsiecz i pomagają tubylcom pozbyć się intruzów. Wdzięczni Indianie zapraszają całą wyprawę do swej wioski na ucztę. Po kilkudniowym odpoczynku Wilmowscy ruszają w dalszą drogę. Niestety, okazuje się, że statek, którym mieli podróżować, dawno odpłynął, a następny będzie dopiero za kilka tygodni. W porcie stoi jednak parowiec z uszkodzonym kotłem. Szczęśliwie Wu-Meng okazuje się „złotą rączką” i naprawia kocioł. Po wielu dniach podróży w pewnym porcie podróżnicy zostają zatrzymani przez dobrze uzbrojonych Indian, którzy są podwładnymi rządzącego tu „Generała”. Generałem niespodziewanie okazuje się kapitan Nowicki, z którym jest także Smuga. Odnalezieni przyjaciele wyjaśniają przybyszom, że to oni rozniecili rewolucję, a Indianie Nowickiego mianowali swoim generałem.

### Rozdziały
1. Ojciec i syn
2. Oko w oko z pumą
3. Narada przyjaciół
4. Syn Słońca
5. Noc złych duchów
6. Ucieczka
7. W tropikalnym lesie
8. Na rzece
9. Rozdroża
10. Luna nad dżunglą
11. Pablo
12. Correria
13. Miasto Królów
14. Hiobowe wieści
15. W drodze do Boliwii
16. Przez Kordyliery
17. Ostatni pociąg z La Paz
18. Wielki czarownik
19. Kraina Wielkich Łowów
20. Napad piratów
21. Rozkaz generała

Epilog